# Маруђо
Маруђо (итал. Maruggio) је насеље у Италији у округу Таранто, региону Апулија.
Према процени из 2011. у насељу је живело 4756 становника. Насеље се налази на надморској висини од 29 м.

## Становништво
Према резултатима пописа становништва 2011. у општини је живело 5.411 становника.
| 1951. | 1961. | 1971. | 1981. | 1991. | 2001. | 2011. |
| ----- | ----- | ----- | ----- | ----- | ----- | ----- |
| 4.436 | 4.658 | 4.706 | 5.067 | 5.300 | 5.386 | 5.411 |